# Haykavan (Shirak)
Pour l’article homonyme, voir Haykavan (Armavir).
Haykavan (en arménien Հայկավան) est une communauté rurale du marz de Shirak en Arménie. En 2008, elle compte 1 511 habitants.